# ک۲-۱۴۱بی
ک۲-۱۴۱بی (همچنین EPIC 246393474.01 نامگذاری شده‌است) یک سیاره سنگی عظیم و سنگلاخی است که در مدار بسیار نزدیک به یک ستاره دنباله اصلی نارنجی K2-141 قرار دارد. این سیاره ابتدا توسط تلسکوپ فضایی کپلر در حین مأموریت K2 "Second Light" کشف شد و بعداً توسط طیف نگار HARPS-N مشاهده شد. این ماده به عنوان یک دوره کوتاه مدت کوتاه (USP) طبقه‌بندی می‌شود و ماهیتاً زمینی آن را تأیید می‌کند. چگالی زیاد آن حاکی از یک هسته آهنی عظیم است که بین ۳۰ تا ۵۰ درصد از جرم کل سیاره را اشغال می‌کند.

## مشخصات

### جرم و شعاع
مانند اکثر سیارات فراخورشیدی شناخته شده،ک۲-۱۴۱بی با استفاده از روش ترانزیت شناسایی شد، جایی که یک سیاره، کسری کوچک از نور ستاره خود را هنگامی که از خط دید ما و میزبانش عبور می‌کند، مسدود می‌کند. این روش فقط قادر به تعیین شعاع سیاره است، نه جرم آن. با این حال، ک۲-۱۴۱بی نیز با استفاده از روش سرعت شعاعی با استفاده از طیف‌سنج HARPS-N تشخیص داده شد؛ بنابراین، جرم آن نیز می‌تواند همراه با شعاع آن تعیین شود. این سیاره به عنوان یک ابر-زمین طبقه‌بندی کرد، به‌طور قابل توجهی بزرگتر و بزرگتر از زمین است اما به اندازه غول‌های یخی اورانوس و نپتون نیست. ک۲-۱۴۱بی دارای شعاع از ۱٫۵۱ R در زیر ۱٫۶ R آستانه که در آن انتظار می‌رود بیشتر سیارات به جمع‌آوری ضخامت هیدروژن و هلیوم اتمسفر، تبدیل آنها به مینی Neptunes. جرم این سیاره سنگلاخی بودن آن را تأیید می‌کند. جرم این سیاره عدد ۵٫۰۸ M🜨 می‌دهد که K2-141b تراکم بالای ۸٫۲ گرم / سانتی‌متر 3، در مورد ۱٫۴۸ برابر چگالی زمین است. این چگالی زیاد حاکی از ترکیبی است که هسته آهنی بزرگی حدود ۳۰٪ تا ۵۰٪ از جرم کل سیاره را به خود اختصاص داده‌است.

### مدار
K2-141b یکی از کوتاهترین دوره‌های مداری شناخته شده از هر سیاره فراخورشیدی تأیید شده را دارد. این سیاره با یک دوره مداری تنها ۶تا۷ ساعته، کوتاهترین دوره سیاره شناخته شده با جرم دقیقاً تعیین شده‌است. فقط تعداد کمی از سیارات، از جمله سیارات اطراف کپلر -۷۰، دوره مداری کوتاهتری دارند. در این نزدیکی، ک۲-۱۴۱بی به احتمال زیاد به‌طور مرتب با ستاره میزبان خود قفل شده است، به این معنی که همان طرف سیاره همیشه رو به ستاره است. دارای یک محور نیمه اصلی ۰٫۰۰۷۱۶ + ۰٫۰۰۰۵۵−۰٫۰۰۰۶۵ AU است. برای مقایسه، عطارد حضیض خورشید ۰٫۳۰۷۴۹۹ است AU، بیش از ۴۱ برابر دورتر از خورشید..

### جو و آب و هوا
K2-141b علیرغم ماهیت زمینی، بسیار قابل سکونت نیست. نزدیک بودن بسیار نزدیک آن به ستاره میزبان باعث ایجاد دمای تعادل حدود ۲٬۰۳۹ کلوین (۱٬۷۶۶ درجه سلسیوس؛ ۳٬۲۱۱ درجه فارنهایت) شده‌است با این حال، دمای واقعی احتمالاً بسیار بیشتر است. حدود دو سوم ک۲-۱۴۱بی با روشنایی دائمی روز مواجه است. طرف شب دمای −۲۰۰ درجه سلسیوس (۷۳٫۱ کلوین؛ −۳۲۸٫۰ درجه فارنهایت) سمت روز سیاره فراخورشیدی، حدود ۳٬۰۰۰ درجه سلسیوس (۳٬۲۷۰ کلوین؛ ۵٬۴۳۰ درجه فارنهایت)، به اندازه کافی گرم است که نه تنها سنگها را ذوب می‌کند بلکه آنها را نیز بخار می‌کند.
اعتقاد بر این است که K2-141b هم جو دارد و هم اقیانوس‌هایی که ماگما هستند و احتمالاً ده‌ها کیلومتر عمق دارند. ترکیب جو این سیاره ناشناخته است اما احتمالاً متشکل از فلزات بخار شده‌است که به صورت جامد روی این سیاره هستند. اعتقاد بر این که جو این سیاره دارای سرعت شدید باد بیش از ۱٫۷۵ کیلومتر در ثانیه است. دما به اندازه کافی زیاد است که ماگما در اقیانوس‌ها می‌تواند در جو بخار شود. بخار معدنی تشکیل شده توسط سنگهای تبخیر شده و توسط بادهای مافوق صوت و سنگهای «باران» به سمت یک اقیانوس ماگما به طرف شب یخ زده حرکت می‌کنند. جریانهای حاصل به سمت روز گرم سیاره فراخورشیدی جریان می‌یابند، جایی که سنگ‌ها بار دیگر تبخیر می‌شود. جو این سیاره دارای مقادیر زیادی سدیم باشد، سدیم جامد ممکن است به آرامی به سمت اقیانوس‌های سیاره بلغزد، به مانند حرکت یخچال‌های طبیعی روی زمین.

### ستاره میزبان
K2-141 یک ستاره دنباله اصلی K5 با فاصله ۶۱ ۶۱ پارسک (۲۰۲ سال نوری) در جهت صورت فلکی ماهی است. بر اساس نوع طیفی (K5 / 6 D) ستاره، رنگ ستاره نارنجی است. از آن است که شعاع ۰٫۰۱۸ ± ۰٫۶۸۱ R☉ و جمعی از ۰٫۰۲۸ ± ۰٫۷۰۸ M☉ دمای آن ۵۵۹۹ ± 79 K است و قدمت آن بین ۱٫۶ تا ۱۲٫۹ میلیارد سال است. برای مقایسه، دمای خورشید 5778 K است و ۴٫۵ میلیارد سال قدمت دارد.